# Lothar Schulz (Fußballspieler, 1947)
Lothar Schulz (* 5. August 1947 in Kauxdorf; † 25. April 2009 in Cottbus) war ein deutscher Fußballspieler, der in den 1970er Jahren für den FC Vorwärts Berlin und Energie Cottbus in der DDR-Oberliga, der höchsten Spielklasse im DDR-Fußball, aktiv war.

## Sportliche Laufbahn
Seine ersten Fußballspiele im Männerbereich bestritt Lothar Schulz beim SC Cottbus, der ihn in der Saison 1965/66 sowohl in der 1. Mannschaft (DDR-Liga) als auch in der 2. Mannschaft (Bezirksliga) einsetzte. Während der Saison wurde die Fußballsektion aus dem Sportclub ausgegliedert und der neu gegründeten Betriebssportgemeinschaft (BSG) Energie Cottbus angeschlossen. Für die BSG Energie spielte Schulz in den Spielzeiten 1966/67 und 1967/68 überwiegend in der 2. Mannschaft, während er in der DDR-Liga in diesem Zeitraum nur sechsmal zum Einsatz kam.
Im Mai 1968 verpflichtete sich Schulz für fünf Jahre zum Dienst in der Nationalen Volksarmee. Er erhielt die Möglichkeit, in dieser Zeit weiter Fußball zu spielen und wurde zunächst bei der Armeesportgemeinschaft Vorwärts Cottbus stationiert. Dort bestritt er während der Spielzeiten 1968/69 und 1969/70 in der DDR-Liga insgesamt 44 von 60 Punktspielen. Zur Saison 1970/71 wurde Schulz zum Führungsklub der Armeesportvereinigung Vorwärts, dem Oberligisten FC Vorwärts Berlin, delegiert. Er wurde dort aber hauptsächlich in der in der DDR-Liga vertretenen 2. Mannschaft eingesetzt, mit der er von 26 Punktspielen 16 Begegnungen absolvierte. In der Oberliga kam er nur viermal zum Einsatz. Anschließend musste er wieder zu Vorwärts Cottbus zurückkehren, wo er die nächsten drei Spielzeiten verbrachte. Von den 66 in diesem Zeitraum ausgetragenen DDR-Liga-Spielen bestritt Schulz 40 Partien. Als Vorwärts Cottbus nach der Saison 1973/74 abstieg und nach Kamenz versetzt wurde, schloss sich Schulz wieder Energie Cottbus an.
Mit Energie wurde er in der Spielzeit 1974/75 in der DDR-Liga mit 15 Punktspieleinsätzen Staffelsieger. In den acht Aufstiegsspielen zur Oberliga wurde Schulz in sieben Begegnungen eingesetzt. Die BSG stieg in die Oberliga auf, und Schulz entwickelte sich in seiner zweiten Oberligasaison 1975/76 mit 21 Punktspieleinsätzen und drei Toren zum Stammspieler der Cottbusser. Die Oberliga konnte nicht gehalten werden, sodass Schulz die nächsten vier Spielzeiten wieder in der DDR-Liga verbrachte. Nach einer schwachen Saison 1976/77 mit nur sechs Punktspielen, konnte er sich 1977/78 mit 20 Ligaeinsätzen und sechs Toren wieder in die Stammelf zurückspielen. 1978/79 bestritt er alle 22 Punktspiele, sorgte mit seinen fünf Toren für den erneuten Staffelsieg und bestritt anschließend auch alle acht Aufstiegsspiele, die jedoch nicht zum Erfolg führten. 32-Jährig ging Schulz 1979 in seine letzte DDR-Liga-Saison. Er wurde nur noch in acht Spielen eingesetzt, wurde mit der Mannschaft noch einmal Staffelsieger und kam diesmal in vier Aufstiegsspielen zum Einsatz. Energie stieg wieder nicht auf und Schulz beendete seine Laufbahn im höherklassigen Fußball. Seine Fußballerlaufbahn ließ er bei der unterklassigen BSG Motor Saspow ausklingen. Später trat er als Trainer der SG Eiche Branitz in Erscheinung.